# 徐積
徐積（1028年—1103年），字仲車，自号南郭翁，楚州山陽（今江蘇淮安）人。
早年從胡瑗學。英宗治平二年（1065年）進士。神宗時，因耳聾不能出仕。哲宗元祐元年（1086年），爲楚州教授。徽宗崇寧二年（1103年）除監西京嵩山中岳廟，不久卒。政和六年（1116年）賜諡節孝處士。徐積好李白之詩，就说：“乃知公式真英物，万叠秋山青耸骨。当时杜甫亦能诗，恰如老骥追霜鸦”。蘇軾稱：“古之獨行也，於陵仲子不能過，然其詩文則怪而放，如玉川子（盧仝）”。